# Agraulis
Agraulis is een geslacht van vlinders uit de onderfamilie Heliconiinae van de familie Nymphalidae. 

## Soorten
- Agraulis vanillae (Linnaeus, 1758)

### Niet meer in dit geslacht
- Agraulis glycera = Dione glycera
- Agraulis huascuma = Dione juno huascuma
- Agraulis moneta = Dione moneta